# Federico Scorticati
Federico Agustín Scorticati (* 6. November 1912 in Montevideo, Uruguay; † 2. Juli 1998 in Buenos Aires) war ein argentinischer Bandoneonist, Bandleader, Arrangeur und Tangokomponist uruguayischer Herkunft.

## Leben
Scorticati wuchs in Villa Dominico in Argentinien auf. Sein Musiklehrer war der Bandoneonist Arturo Bernstein. Seine ersten Auftritte hatte er mit seinem Vater bei Radio Nacional (später Radio Belgrano). Später spielte er dort in einem Trio mit dem Pianisten Armando Baliotti und dem Geiger Fausto Frontera. Daneben war er Mitglied im Quartett der Brüder Roberto und Teodoro Guisado. Durch Cayetano Puglisi lernte er Roberto Firpo kennen, mit dessen Orchester er im Kino Paramount bis zum Ende der Stummfilmzeit in den Pausen zwischen den Filmaufführungen auftrat.
1928 wurde er Leadbandoneonist im Oktett Cayetano Puglisis. Die anderen Mitglieder der Bandoneonsektion waren Pascual Storti und Horacio Gollino, die Geiger Puglisi selbst, Octavio Scaglione und Mauricio Mise, der Pianist Alberto Cosenza und der Kontrabassist José Puglisi. Als Refrainsänger (estribillista) fungierten Pedro Lauga und Fernando Díaz, Roberto Díaz wurde später als Sänger engagiert. Gelegentlich spielte Scorticati auch in den Orchestern Julio De Caros und Osvaldo Fresedos. In vier Perioden war er Mitglied im Orchester Francisco Canaros. Carlos Gardel begleitete er bei der Aufnahme des Tangos Madreselva. Mit dem Pianisten Osvaldo Pugliese und dem Geiger José Gallastegui gründete er ein Trio, das die Sänger Adhelma Falcón und Charlo bei Auftritten begleitete.
Ab 1929 leitete Scorticati eigene Formationen. Mit einem Orchester trat er bei Radio Rivadiva auf. Ein weiteres gründete er für Auftritte bei Radio Belgrano. Dieses war besetzt mit dem Pianisten Jaime Gosis (später Héctor Stamponi), dem Kontrabassisten Fermín Fava, den Bandoneonisten Horacio Gollino und Domingo Triguero (und Scorticati selbst) und den Geigern Víctor Braña und Víctor Felice. Sänger waren im Laufe der Zeit Lita Morales, Mecha Bazán und Mario Pomar. Als ihn Canaro zu einer Brasilientournee einlud, löste er sein Orchester auf.
Von 1935 bis 1941 leitete Scoricati das Orquesta Típica Victor und spielte in dieser Zeit Aufnahmen mit allen Orchestern des Hauses ein. Beim Label Odeon nahm er mit Juan Maglios Bandoneontrio (mit Gabriel Clausi und Ernesto Di Cicco) die Walzer Ella vive en mi memoria" (von Maglio) und Lluvia de penas (von Clausi) und die Tangos Chitita (von Maglio) und En capilla (von Clausi) auf. Anfang der 1940er Jahre spielte er kurze Zeit im Orchester Osvaldo Puglieses und schloss sich dann Carlos Di Sarli an, mit dem er eine Bandoneonversion des Tangos El choclo einspielte. Daneben war er 1942 Leiter des Orchesters von Ernesto Famá und Francisco Amor.
Nachdem Di Sarli sein Orchester für einige Zeit aufgelöst hatte, wechselte Scorticati zu Francisco Lomuto. Später kehrte er zu Di Sarli zurück. Ab 1966 lebte er für mehrere Jahre in Mar del Plata. Dort gründete er die Los Notables del Tango, mit denen er die Tangos Nochebuena en Tokyo und Bonjour París beim Label Ruiseñor aufnahm. In seinen späteren Jahren unternahm er vier Tourneen durch Japan: die erste mit dem Pianisten Carlos García, die zweite als Mitglied des Orquesta Símbolo Francisco Canaro, die dritte 1991 wieder mit Carlos García und die letzte 1996 mit Antonio D'Alesandros Quinteto Canaro.

## Kompositionen
- Plumitas (Text von Luis Rubistein)
- Bendición (mit Pascual Storti)
- Alma (Text von Juan Sarcione)
- Romance (Text von Juan Sarcione)
- Cansancio (Text von Manuel Meaños)
- Desesperanza (Text von Manuel Meaños)
- Confidencia (Text von Juan Bautista Abad Reyes)
- La torcacita
- Tango milonguero (auch als Tango de arrabal bekannt)
- Bandoneón de mis amores
- Como pelea de novios (Text von Avlis)
- Por quererte así (Text von Celedonio Flores)
- Canto al tango (nach einem eigenen Text)